# Rejon suzuński
Rejon suzuński (ros Сузунский район) – rejon będący jednostką podziału administracyjnego rosyjskiego obwodu nowosybirskiego.

## Historia
Historia dzisiejszego ziem obejmujących dzisiejszy rejon suzuński zaczyna się jeszcze XVII wieku, gdy na te tereny zaczęli napływać pierwsi rosyjscy osadnicy. 7 listopada 1763 roku decyzją cesarzowej Katarzyny II w centrum tych ziem, Suzunie ustanowiono zakład obróbki miedzi oraz mennicę, która miała wytwarzać monety dla ziem syberyjskich. W 1764 roku oficjalnie zaczyna się historia osiedla Suzun. Plany architektoniczne zagospodarowania przestrzennego zostały stworzone w państwowych pracowniach w Petersburgu, a sam zakład obróbki miedzi i układ ulic wzorowano na rozwiązaniach zastosowanych w Koływaniu i w Jekaterynburgu. Do tego wybudowano tamę o długości 110 metrów, a 1827 roku na terenie rejonu działała specjalna szkoła przygotowująca specjalistów do pracy w zakładach miedziowych położonych na terenie ziemi suzuńskiej. Do 1804 roku ziemie te podlegały pod rosyjską administrację w Tobolsku, a od tego roku zostały włączone pod jurysdykcję guberni tomskiej. Większość osiedli ludzkich powstała jeszcze w XVII oraz w XVIII wieku. W 1847 roku spłonęły zakłady obróbki miedzi, co odbiło się niekorzystnie na rozwoju regionu. Mieszkańcy nadal jednak parali się drobnym przemysłem, wydobyciem i obróbką surowców oraz minerałów, wytwórstwem, ale także rolnictwem i hodowlą. Pod względem administracyjnym na ziemiach tych istniała wówczas wołost.
W czasie rosyjskiej wojny domowej ziemie te znajdowały się pod kontrolą wojsk Białych podległych rządowi admirała Aleksandra Kołczaka, a następnie przeszły w ręce bolszewików. Rejon suzuński został oficjalnie utworzony przez władze sowieckie 12 września 1924 roku. Znajdowało się tu 4011 gospodarstw domowych, które łącznie zamieszkiwało 17 616 osób. Wkrótce obszar rejonu suzuńskiego został zwiększony o nowe tereny, co sprawiło, że liczba gospodarstw wzrosła do 6368, a liczba ludności powiększyła się niemal dwukrotnie, do poziomu 33 269 dusz. Obecną nazwę rejon otrzymał 10 grudnia 1932 roku, a jego granice nie miały już ulec zmianie. Od 1937 roku przynależy on administracyjnie do obwodu nowosybirskiego. W czasach stalinowskich rolnictwo regionu przeszło przez etap kolektywizacji. Władze sowieckie inwestowały w rozwój przemysłu górniczego oraz sprzętu elektronicznego i mechanicznego.

## Charakterystyka
Rejon suzuński położony jest w południowo-wschodniej części obwodu nowosybirskiego, w odległości 191 kilometrów od obwodowej stolicy, Nowosybirska. Łączna powierzchnia rejonu wynosi 4 746 kilometrów kwadratowych, co stanowi 2,7% całości powierzchni nowosybirskiego obwodu. Administracyjnie rejon składa się z jednego osiedla typu miejskiego i 14 osiedli typu wiejskiego (sielsowietów). Przez południową część tych ziem przepływa rzeka Ob, wykorzystywana nie tylko jako środek transportu, ale także w celach sportowo-rekreacyjnych. Teren rejonu zajmują głównie stepy, pola uprawne, a lasy stanowią 36% całości powierzchni. Znajduje się tu także rezerwat przyrody zajmujący powierzchnię około 80 tysięcy hektarów. Teren jest bogaty w różnego typu surowce naturalne, m.in. różnego typu piasków, żwiru, sapropelu. Głównym bogactwem ziemi suzuńskiej są duże zasoby materiału drzewnego. Pod rolnictwo wykorzystywane w 2010 roku wykorzystywanych było 285 100 hektarów. W 2010 roku wyprodukowano tu 71 010 ton różnych zbóż, co było wynikiem o 40,9% gorszym niż w roku 2009. Także w 2010 roku wyprodukowano 33 549 ton mleka i 5627 ton mięsa.
Przemysł rejonu suzuńskiego jest blisko związany z rolnictwem i hodowlą, bo 42% jego całości stanowi przetwórstwo żywności. Silny jest sektor farmaceutyczny, którego udział w całości suzuńskiego przemysłu wynosi 25%. 18% związane jest z przetwarzaniem plastiku, 10% z przemysłem drzewnym, a 5% to pozostałe gałęzie. Łączna długość dróg na obszarze rejonu wynosi 340,5 kilometrów, z tego drogi o utwardzonej nawierzchni to 309,6 kilometrów. Transport publiczny zapewnia sieć połączeń autobusowych podlegająca pod administrację rejonu. Rejon nie jest zgazyfikowany. Na terenie rejonu działa 18 publicznych placówek szkolnych różnego typu. Według danych z 2011 roku funkcjonuje tu 6 szpitali, 12 klinik, a na tysiąc mieszkańców przypada 2,5 lekarza. W 2010 roku na poprawę opieki medycznej, w tym remonty i zakup nowego sprzętu, przeznaczono ponad 8 milionów rubli. Rozwijana jest infrastruktura sportowa, głównie narciarska oraz hokejowa. Swe siedziby ma tu 29 klubów kulturalnych, 24 oddziały biblioteczne oraz muzeum rejonowe. W 2010 roku władze zainwestowały w kulturę 3,6 milionów rubli.

## Demografia

### Wiadomości ogólne
Dane federalne z 2010 roku wskazują, że rejon suzuński zamieszkiwany jest przez 33 510 osób. Różnią się one nieznacznie od lokalnych statystyk, według których w roku tym mieszkało tu 32 590 osób. W porównaniu z latami dziewięćdziesiątymi XX wieku jest to spadek, gdyż w 1998 roku na tym obszarze żyło 37 500 ludzi. Władze przewidują kontynuację trendu spadkowego w liczbie mieszkańców, w 2015 roku ma ona wynieść 32 100 osób, a w 2020 roku 31 800 dusz. Od 2008 roku przeciętne miesięczne wynagrodzenie powoli wzrasta, w 2008 roku wynosiło ono 7950 rubli, w 2009 roku wzrosło do 9500 rubli, w 2010 roku do poziomu 10 450 rubli. 32,5% wszystkich pracowników zatrudnionych jest w rolnictwie.

### Liczba ludności w ostatnich latach
| Rok  | Liczba ludności |
| ---- | --------------- |
| 1998 | 37 500          |
| 2008 | 33 378          |
| 2009 | 33 255          |
| 2010 | 32 590 (33 510) |